# Искусственный рис
Искусственный рис — это зерновой продукт, напоминающий рис. Его обычно делают из рисовой сечки, иногда с добавлением других злаков, и часто обогащают микронутриентами, включая микроэлементы, такие как железо и цинк, и витаминами, такими как витамин А и витамины группы В.

## Производство
Существуют машины, которые позволяют формировать из рисовой сечки или других ингредиентов гранулы в форме рисовых зёрен. Обогащение искусственного риса микронутриентами связано с рядом технических проблем. Микронутриенты нельзя просто добавить к искусственному рису, так как они не задержатся в нём при традиционном замачивании и промывании риса водой перед приготовлением, что удаляет большую часть добавленных питательных веществ.
Для этого рисовую сечку предварительно измельчают в муку, с которой в свою очередь смешивают микронутриенты. Эту смесь методом горячей экструзии превращают в продукт, визуально напоминающий натуральный рис. Таким образом, внедрённые в зерно витамины и микроэлементы будут защищены от вымывания во время замачивания и варки риса.

## Ультра рис
Ультра-рис — это искусственный рис, обогащённый витаминами и питательными веществами. Программа Program for Appropriate Technology in Health (PATH) разработала Ультра-рис в качестве пищевой добавки для стран, в которых люди не имеют достаточный доступ к еде, которая бы удовлетворяла требованиям пищевой ценности, необходимой для поддержания здоровья.

### Производство
Ультра-рис был разработан доктором Джеймсом П. Коксом и его женой Джин в течение 20 лет, начиная с 1960-х годов, когда они жили в Канаде.
Их идея заключалась в том, чтобы утилизировать ломаные рисовые зерна (сечку), считающиеся отходами, и производить из них продукт быстрого приготовления с улучшенной пищевой ценностью для борьбы с голодом в мире. Первым критерием для питания людей было создание продукта, который был бы привычным для населений. Во-вторых, этот продукт должен легко приготавляться, даже самым примитивным способом на кизячей печи, менее чем за пять минут, при этом сохраняя свою целостность и оставаясь узнаваемым. Рис должен быть обогащен белком и содержать витамины А и D.
Процесс, разработанный доктором Коксом с его женой, был гораздо дороже, чем рыночная стоимость продукта, и в конечном итоге они передали свой патент на процесс производства ультра-риса в PATH.
Ультра-рис был впервые выпущен в продажу в 2005 году.
Его зёрна напоминают зёрна риса по размеру, форме и цвету, но на самом деле они сделаны из рисовой муки, в которую добавлены питательные вещества и другие ингредиенты, которые сохраняют питательные вещества.

### Исследования
Исследователи оценили стабильность витаминов в Ультра-рисе при его хранении; было обнаружено, что аскорбаты, насыщенные жиры и антиоксиданты сохраняют витамин А от разрушения при хранении в условиях высокой влажности. Другое исследование показало, что потери витамина А стабилизируются через шесть месяцев, и что можно прогнозировать потерю витамина А во время приготовления пищи.
Недостаток витамина А может вызвать ночную слепоту; исследование, проведенное в 2005 году, показало, что у 348 беременных непальских женщин, которые употребляли ультра-рис, наблюдалось улучшение ночного видения, которое значительно не отличалось от улучшения, вызванного употреблением витамином А в виде печени, моркови, капсул или зелёных листовых овощей.
В исследовании с участием 180 кормящих небеременных женщин в Мексике было показано, что пирофосфат железа в ультра-рисе снижает уровень железодефицитной анемии в исследуемой популяции на 80% и дефицит железа на 29%.
Жюри дегустаторов показало, что большинство людей не могут отличить обычный рис от ультра-риса по вкусу, а различные другие отчёты показали, что нет статистически значимой разницы во вкусовых предпочтениях между ультра-рисом и рисом. В исследовании на 134 детях в возрасте 8–11 лет, участвовавших в Mid-day Meal Scheme (Схема питания в середине дня), 37 оценили разницу между образцами, и 43 оценили приемлемость обогощённого риса.

### Партнеры
После того, как PATH разработала ультра-рис, многие другие организации начали участвовать в его производстве, распространении и отслеживании его эффективности.

### Реакция
В 2009 году Технический музей инноваций выразил признательность PATH за Ультра-рис наградой за использование технологий для решения главных мировых проблем.

## Другие зерновые

### Кукурузный рис
В Северной Корее искусственный «кукурузный рис», известный как Okssal (옥쌀) или Gangnagssal (강 낭쌀), производится из кукурузы. Он также довольно популярен на Филиппинах, где местные жители используют его как более дешевый заменитель белого риса.

### Коньяковый рис
Коньяковый рис был разработан для низкокалорийной диеты.

## Слухи о пластиковом рисе
В средствах массовой информации иногда сообщалось, что искусственный рис производят из пластика и выдают за настоящий рис. В Индии это было упомянуто в деле перед высоким судом, но сообщения не были подтверждены. В декабре 2016 года сообщалось, что в Нигерии было изъято 0.5 тонны пластикового риса. Несколько недель спустя, после предварительных испытаний, представитель Федерального министерства здравоохранения Нигерии заявил, что этот материал содержит все характеристики настоящего риса, и нет никаких доказательств того, что в стране циркулирует пластиковый рис; Национальное агентство по контролю за продуктами и лекарствами позже объявило, что изъятый рис был загрязнен бактериями. О поддельном рисе также сообщался в социальных сетях на Филиппинах. В 2017 году были слухи о пластиковом рисе в Гамбии и Гане, но эти слухи не подтвердились. Управление по контролю за продуктами и лекарствами Ганы провело расследование и обнаружило, что образцы, предположительно являющиеся поддельным рисом, в действительности были настоящими.
Snopes, веб-сайт, который исследует городские легенды, пришел к выводу, что такие сообщения были либо ложными, либо недоказанными, указывая на то, что пластиковые зёрна риса можно легко обнаружить после приготовления и  на то, что, вероятно, они более дороги в производстве, чем настоящий рис. Предполагаемые причины распространения таких «мифов» включали протекционизм и недоверие к иностранному импорту, а поддельные видеоролики были намеренно использованы для поддержки местного риса.